# 세라니야 환초
세라니야 환초(스페인어: Isla Serranilla, Banco Serranilla, Placer de la Serranilla, 영어: Serranilla Bank)는 카리브해 서부의 암초이다. 작은 무인도를 여럿 포함하고 있다. 니카라과의 푼타고르다로부터 북서쪽으로 약 350 km 떨어져 있고, 자메이카로부터 남서쪽으로 약 280 km 떨어져 있다. 가장 가까운 육지는 동쪽으로 110 km 떨어진 바호누에보 환초이다.
세라니야 환초는 1510년 스페인의 지도에 처음 나타났다. 현재 세라니야 환초는 콜롬비아의 산안드레스이프로비덴시아주에서 관할하고 있다. 세라니야 환초는 콜롬비아와 미국 사이의 영토 분쟁 지역이다. 과거에 니카라과와 자메이카도 영유권을 주장한 적 있으나 철회되었다.

## 비컨케이섬
비컨케이섬은 세라니야 환초에서 가장 큰 섬이다. 거기엔 일부 주택과 군사 시설이 있으며, 1962년 쿠바 미사일 위기 당시 미국 해병대가 사용했던 건물이다. 이 기지는 현재 콜롬비아 해군 해병대가 거주중이다. 높이가 33m인 등대가 있으며, 1977년부터 운영중이다. 비컨케이섬에선 카리브해몽크물범이 마지막으로 발견된 장소이기도 하다.

## 역사
프란시스코 데 파울라 산탄데르와 섬 주민들이 쿠쿠타 헌법에 서명하고, 온두라스와 분쟁을 해결한 1821년 부터 이곳은 콜롬비아의 영해였으며, 미국은 구아노법으로 인해 이 문제에 관여했다. 1972년 부터, 미국은 콜롬비아가 군도의 일부로서 주권을 행사하는 세라니야 환초에 대한 소유권을 포기했다고 한다. 그리고 1986년, 콜롬비아와 온두라스는 해양 국경을 획정했고, 콜롬비아는 세라니야 환초에 대한 온두라스의 주권을 인정했으며, 온두라스는 세라니야 환초에 대한 콜롬비아의 주권을 인정한 상태다. 해양 영토 제한 협정은 벨리사리오 베탕쿠르라는 콜롬비아 변호사와 호세 아즈코나 호요스라는 온두라스인이 서명했다고 한다.